# Deutsche Meisterschaft im Feldhockey 1941 (Damen)
Die Reichsmeisterschaft im Feldhockey 1941 der Damen war die zweite Ausspielung des Wettbewerbes der Damen.
Meisterinnen wurden die Würzburger Kickers, die am 1. Juni in Dantestadion von München vor 3000 Zusehern, anderweitig werden 7000 angeführt,  im Finale die Mannschaft des österreichischen, respektive damals "ostmärkischen" Meisters Wiener AC mit 1:0 besiegten. Am selben Tag und gleichen Ort fand auch das Endspiel der Herren statt, das der Berliner HC gegen den bayerischen Meister TSG Pasing aus der gleichnamigen Münchener Vorstadt ebenso mit 1:0 gewann.
Die Wienerinnen setzten sich im Viertelfinale in Stuttgart gegen die dortige Spielgemeinschaft der Reichsbahn und Post mit 2:0 durch und schlugen am 18. Juni im Halbfinale auf dem WAC-Platz den Titelverteidiger LTTC Rot-Weiß Berlin mit 3:1, was als "sensationell" bewertet wurde. Mittelstürmerin der Athletiksportlerinnen war die für ihre Vielseitigkeit berühmte Hilde Doleschell, die auch zahlreiche Meisterschaften als Skiläuferin und Tennisspielerin gewann.
Die Würzburger Kickers setzten sich im Halbfinale bei Harvestehude durch.